# Зелёная Роща (парк)
Зелёная Роща — парк в Ленинском районе города Екатеринбурга. Площадь в границах особо охраняемой природной территории – 13,07 га. На 70 % состоит из сосновых насаждений в возрасте 140—150 лет. Остальные 30 % — лиственные породы, посаженные в основном в 30-е годы.

## История
До революции территорией в границах сегодняшних улиц Большакова — Шейнкмана — Народной Воли владел Ново-Тихвинский женский монастырь. Территория Зелёной Рощи (тогда она называлась Монастырской) была отдана в распоряжение монастырю ещё императором Александром I. На территории рощи располагалось, в частности, монастырское кладбище, однако значительная часть её использовалась для отдыха горожан. Усилиями монашествующих зелёные насаждения поддерживались в образцовом порядке. 
После революции монастырь был ликвидирован, и роща осталась бесхозной. В 1926 году территорию хотели отдать под застройку, однако зав. земельно-планировочным отделом Горкомхоза инженер Н. Бойно-Радзевич сумел в те годы защитить Монастырскую рощу. Позднее там решили построить Свердловский зоопарк. Строительство затронуло и ту часть рощи, где располагалось кладбище. В 1929 году на монастырском кладбище, как писали тогда газеты, «не осталось и следов от тяжёлых мраморных памятников, холмики могил срыты и построена контора». Однако позднее зоопарк был размещён на современной территории, а рощу вновь оставили в покое. Другой части рощи повезло больше: рядом с выделенным под Свердловский зоопарк участком располагалась усадьба Леспромфака УПИ, включавшая Ботанический сад с 600 видами растений, дендрологический питомник, опытное прудовое хозяйство и показательный питомник лисиц.
Со временем был переведён на новое место ботанический сад (перешедший в распоряжение Уральского государственного университета), новые стройки постепенно уменьшали территорию рощи, был засыпан пруд, но основной массив насаждений сохранялся. А в 1949 году рядом появилось новое учреждение: Областная станция юннатов. На участке станции были высажены голубые ели, сибирские кедры, лиственницы, декоративные кустарники и многое другое. На протяжении шестидесяти лет дети и педагоги благоустраивали свой сад, сохраняли то, что было посажено их предшественниками в послевоенные годы, и создавали новые коллекции растений. Тысячи школьников прошли за это время через кружки станции юннатов.
Сама же роща всегда оставалась одним из любимых мест отдыха горожан. Там усилиями тех же школьников и студентов рядом расположенных вузов поддерживался порядок, регулярно проводилась уборка. После возвращения монастырского комплекса Православной Церкви существовали планы передачи рощи монастырю, однако городской администрацией такое решение принято не было. Начиная с 2002 года, на части территории рощи и участке станции юннатов ведётся стройка ряда жилых комплексов и других объектов. Тем не менее, оставшаяся часть территории сохраняет рекреационное значение и в 2008 году роща объявлена особо охраняемой природной территорией местного значения.

## Галерея

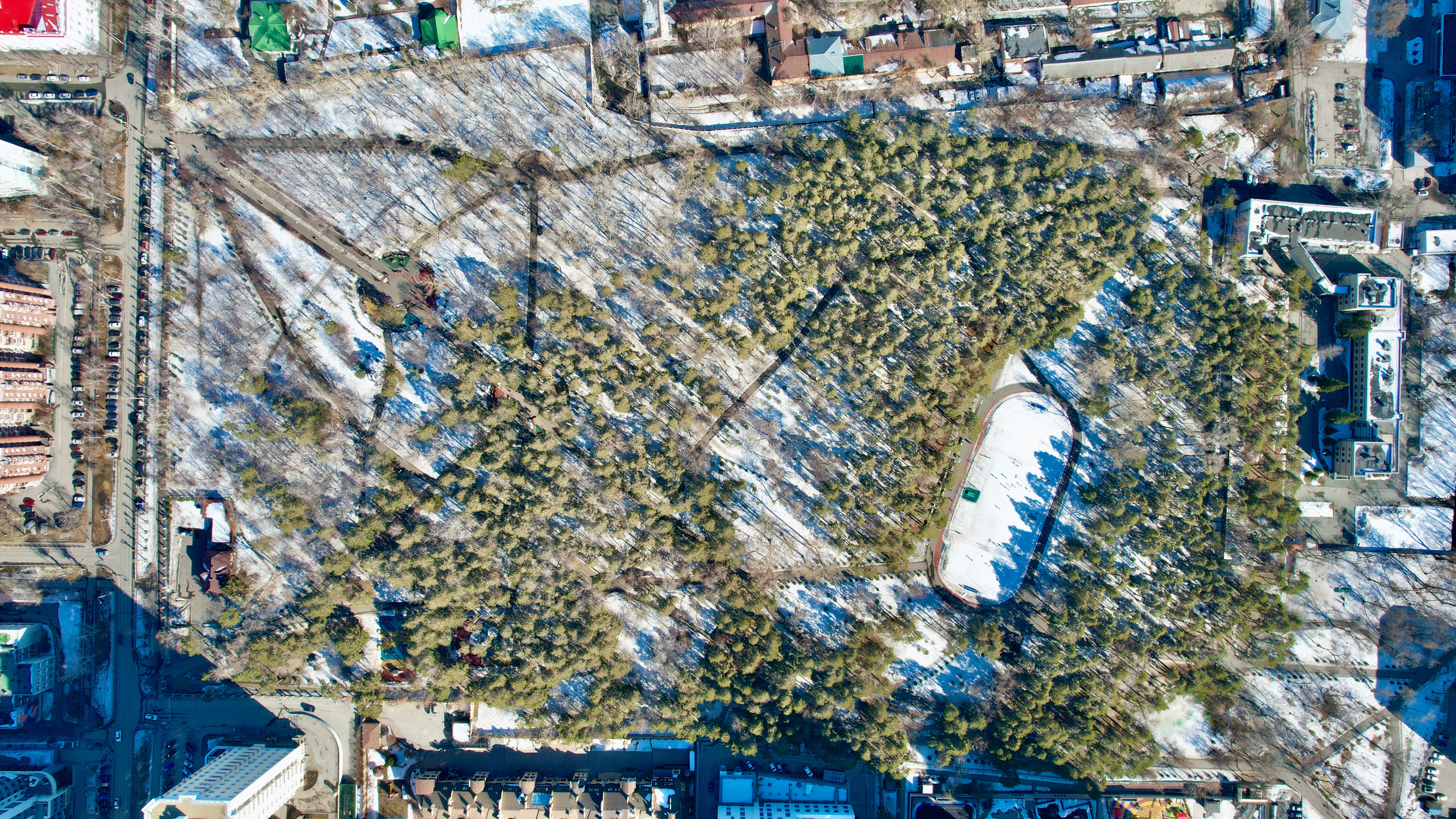
Вид с высоты
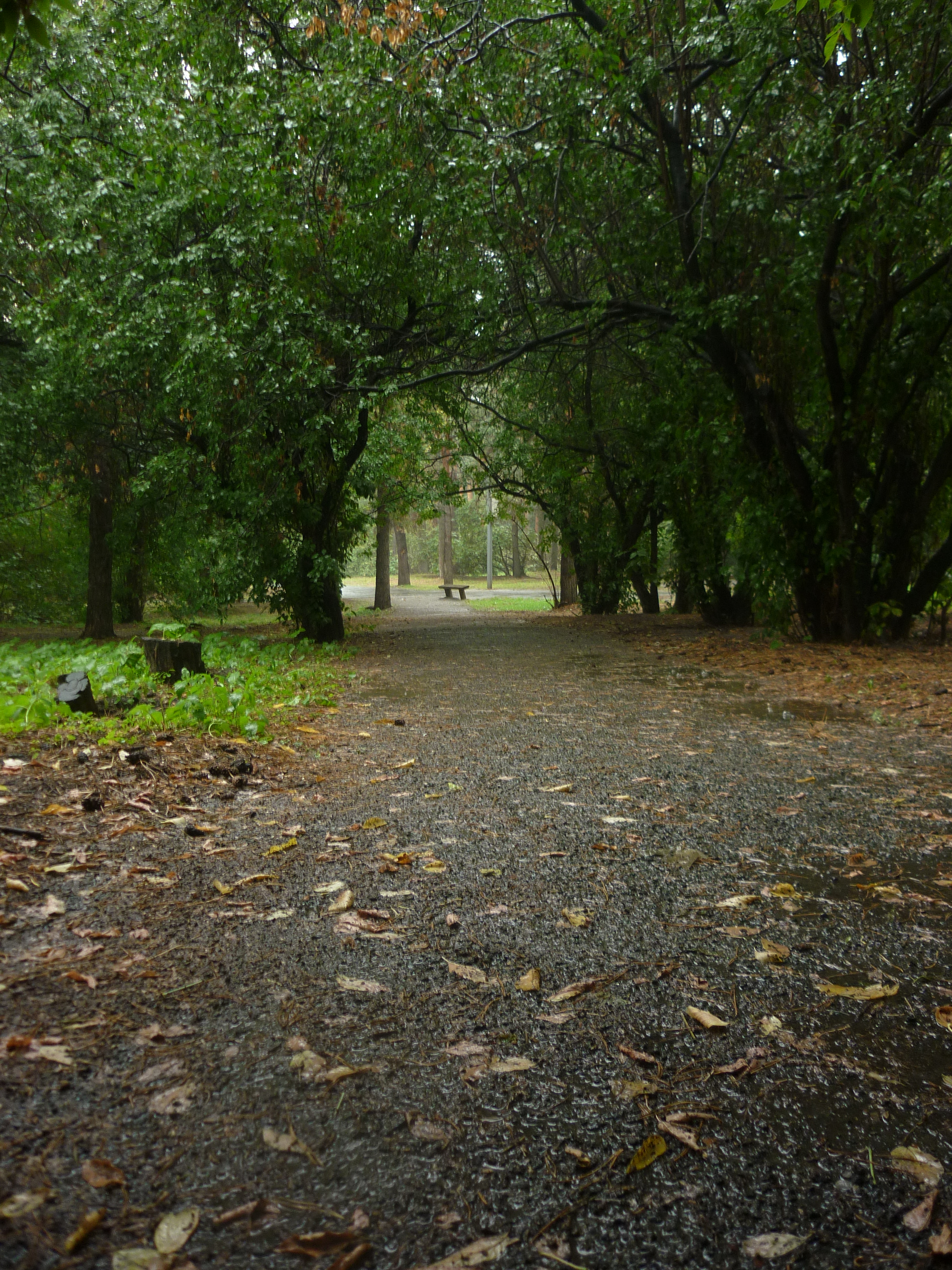
Зеленая Роща в августе 2010 года
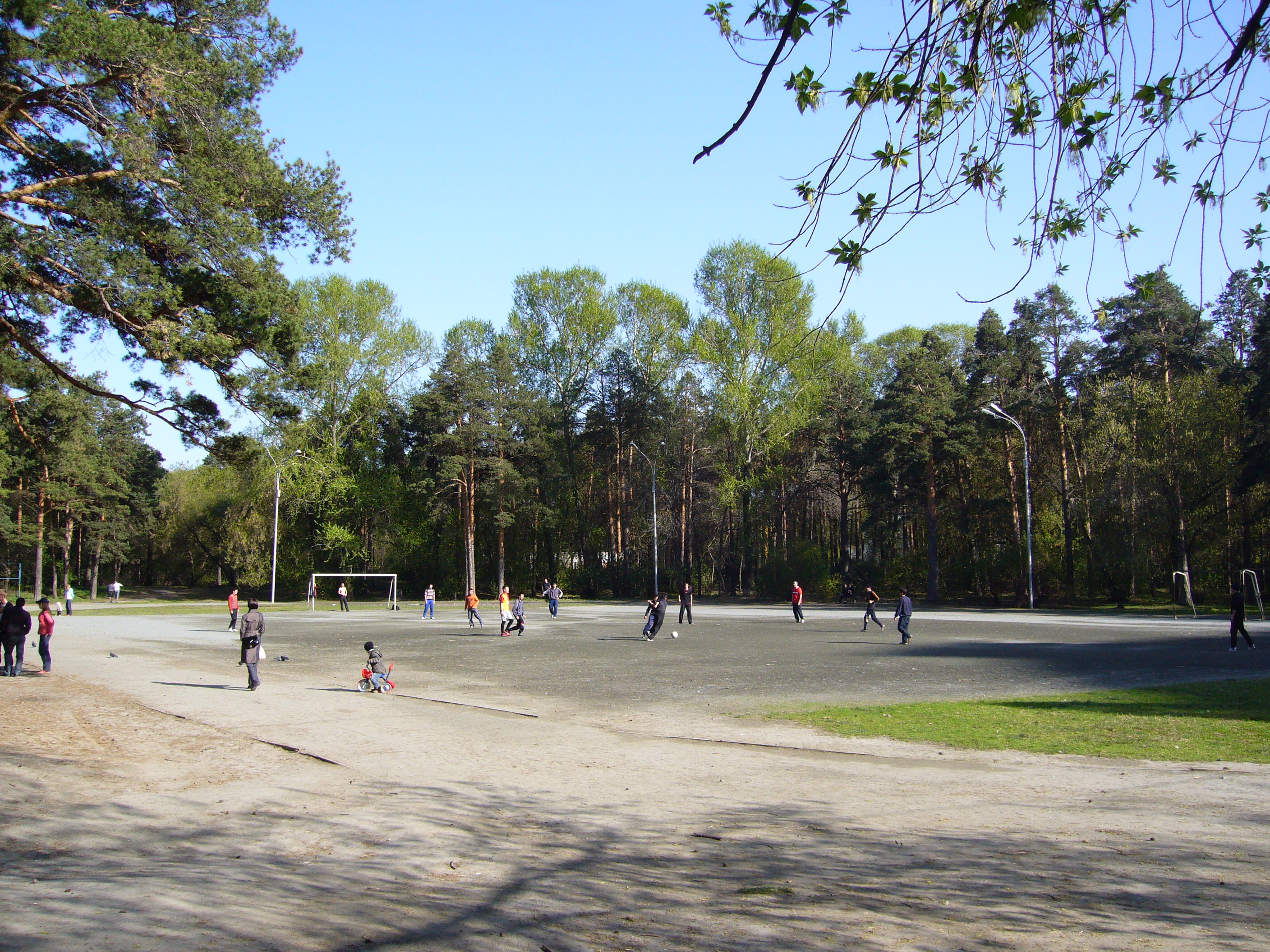
Спортивная площадка в парке
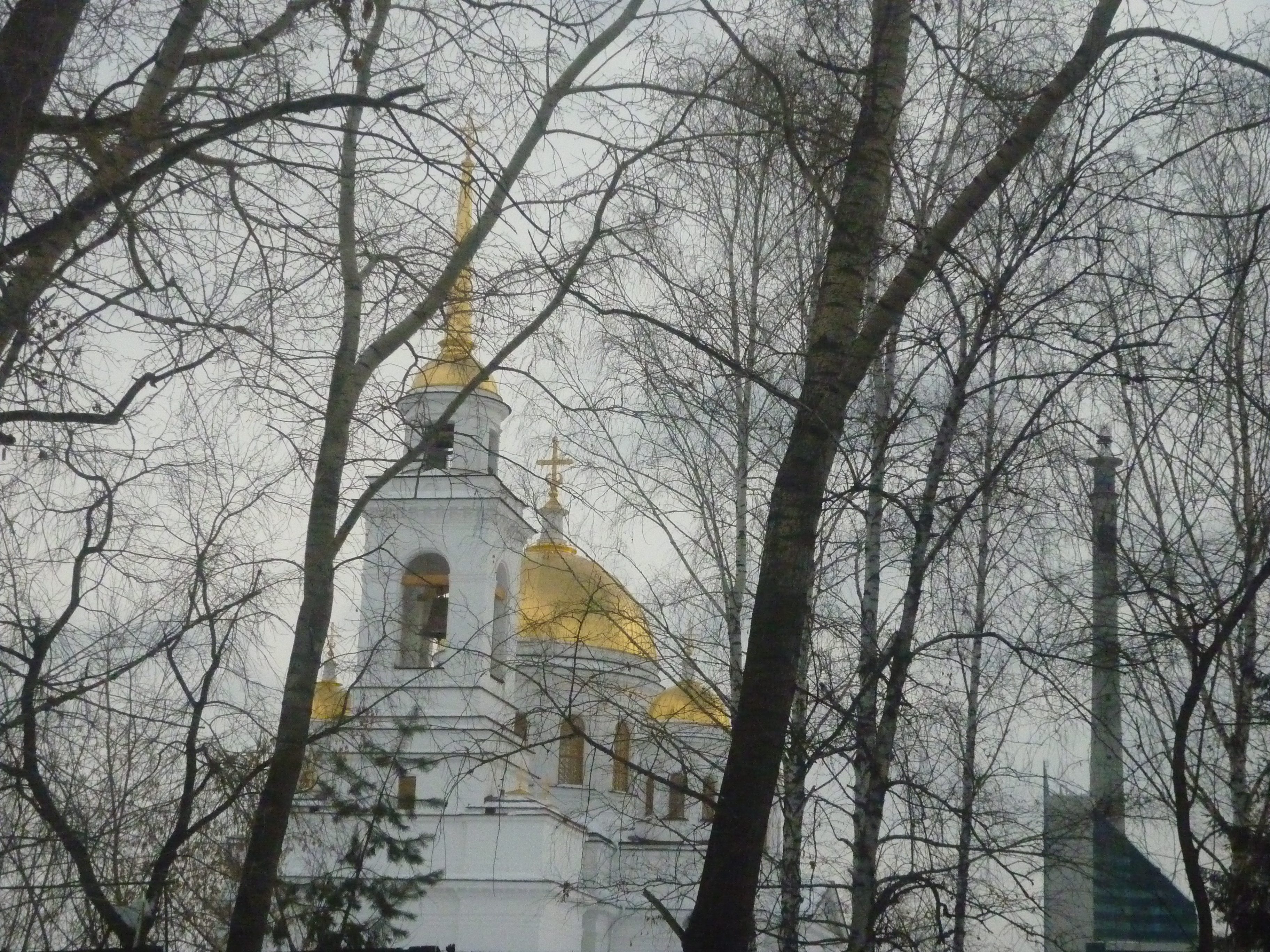
Вид на Александро-Невский собор. Правее — недостроенная телебашня.
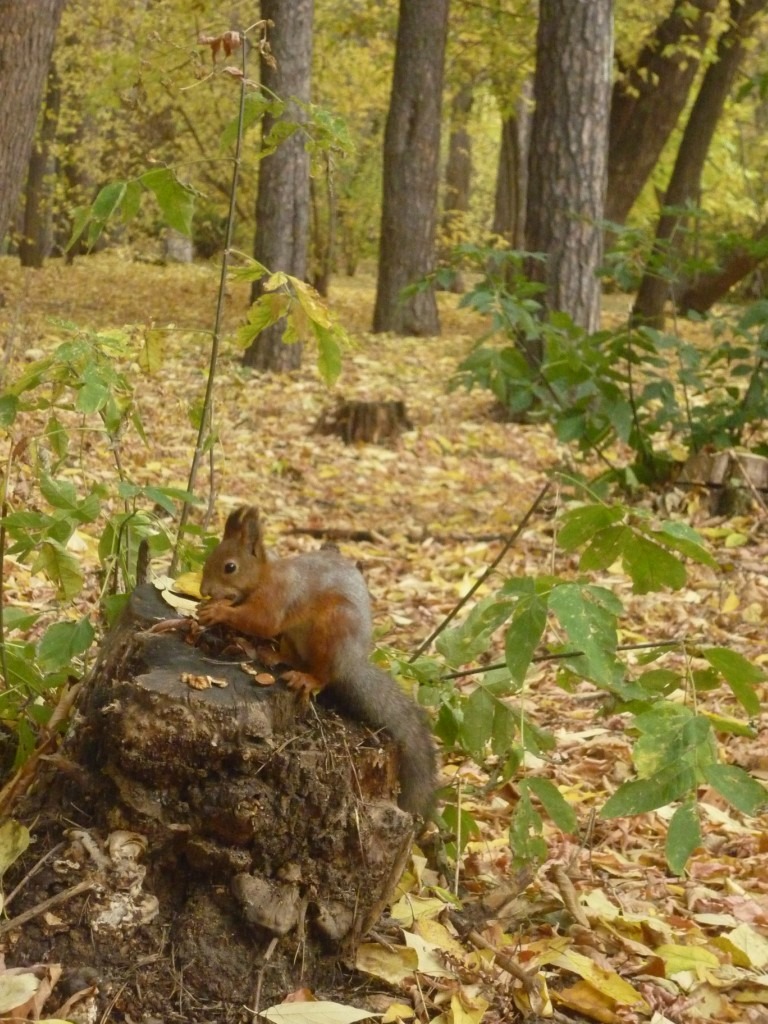
Белка в парке, 2010 год
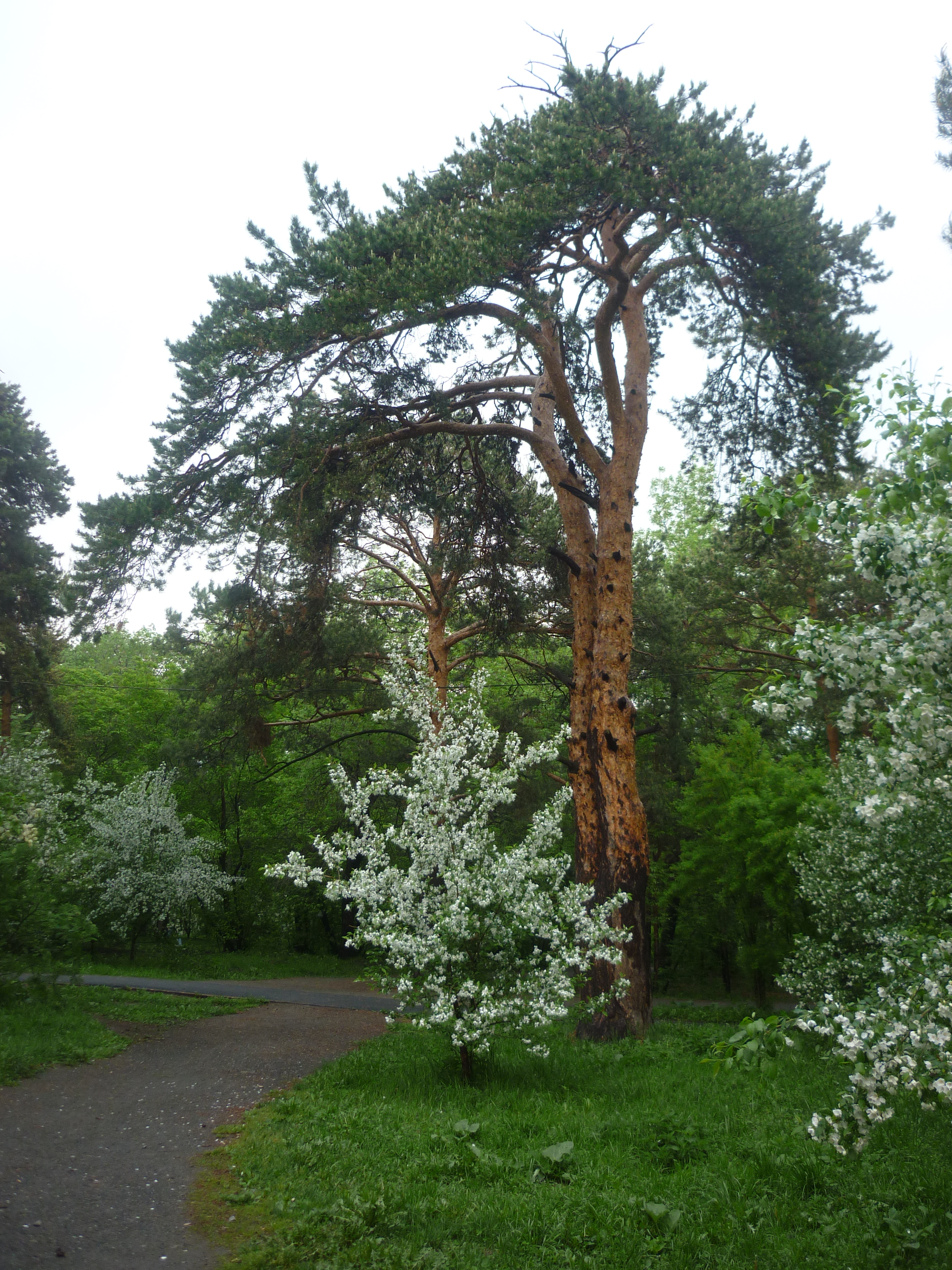
Сосны в парке
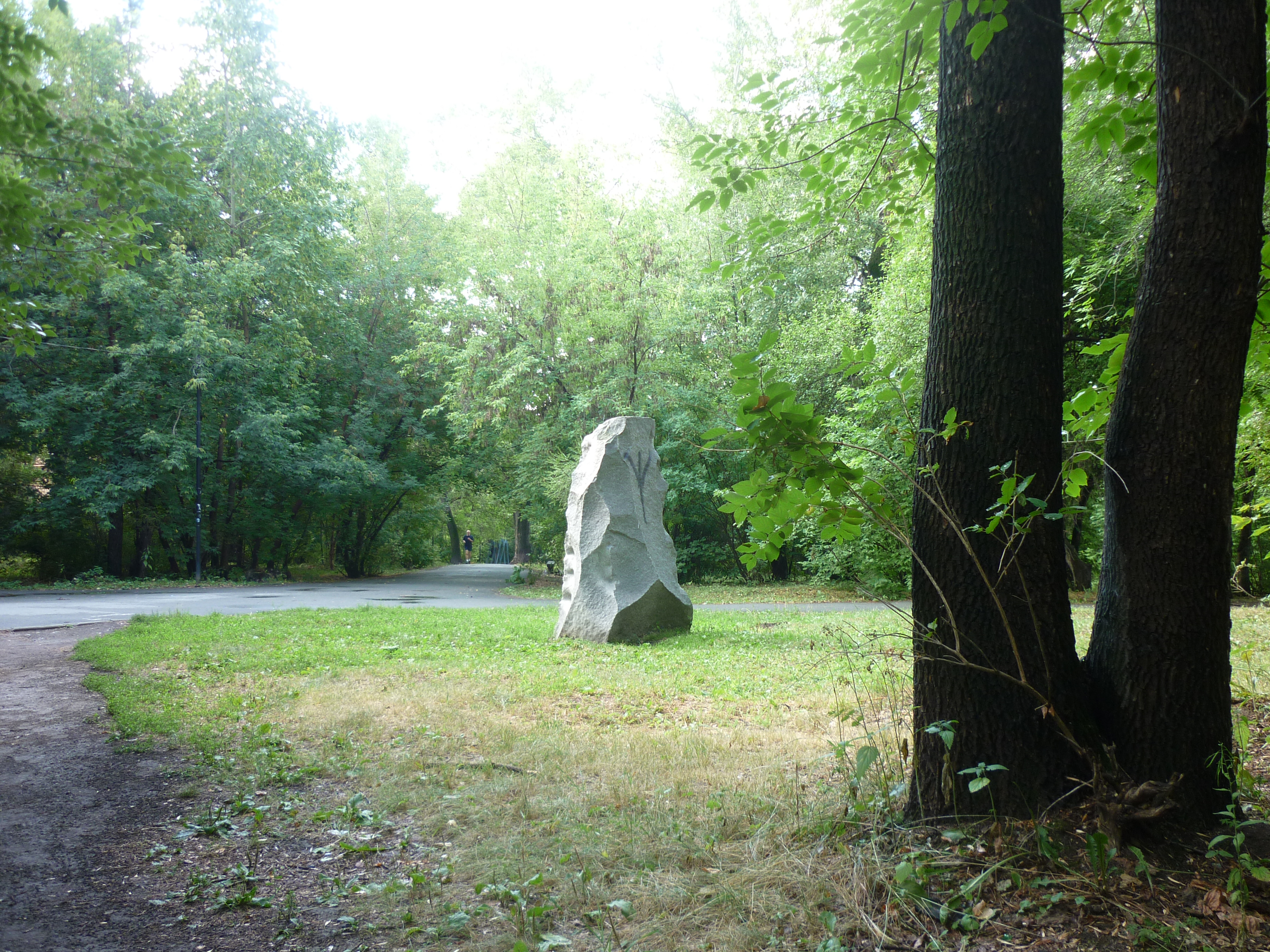
Скульптуры